# Amazon Music
Amazon Music（アマゾン ミュージック）は、Amazonが運営する音楽配信プラットフォームおよびオンラインミュージックストア。以前は、Amazon MP3（アマゾン エムピースリー）と称していた。日本では6つのプランを展開しており、そのうちAmazon Music Primeは、Amazonプライムの会員特典であり、プライム会員であれば追加料金なしで利用できる。

## 概要
2007年9月25日にベータ版が公開され 、2008年1月にデジタル著作権管理（DRM）なしで多くの独立レーベルと同様に四大メジャーレーベル（EMI、ユニバーサル、ワーナー・ミュージック、ソニーBMG）の楽曲を販売する最初のストアになった 。全ての曲は元々は256kbpsの可変ビットレートのMP3形式で顧客ごとのウォーターマーキング（透かし）やDRMなしで販売されていたが、現在は一部の曲は透かしを入れられている 。レコード会社とのライセンス協定により音楽を販売できる国が制限されており、米Amazonはアメリカ合衆国居住者のみに音楽を販売することができる。
米国の後、Amazon MP3は2008年12月3日にイギリスで、2009年4月1日にドイツで、2009年6月10日フランスで開設された 。ドイツ版は2009年12月3日以降オーストリアとスイスでも利用可能になった。Amazon MP3ストアは2010年11月10日に日本でも開設した 。スペインとイタリア版は2012年10月4日に開設した。
2011年3月29日、アマゾンはAmazon MP3ストアの拡張としてアマゾンクラウドプレイヤーを開設した。
2019年9月17日、最大192kHz/24bitの高音質ストリーミング配信「Amazon Music HD」を開始。個人プラン・ファミリープランに月額1,000円追加することでロスレス音源（44.1kHz/16bit）とハイレゾ音源（44.1kHz～192kHz/24bit）のストリーミングが可能となった。また、12月5日からEcho Studio発売と同時にAlexa Cast機能を経由した空間オーディオ（ドルビーアトモス・360 Reality Audio）のストリーミングが開始された。
2020年9月16日、日本や米国、英国、ドイツにおいてポッドキャストに対応。Amazon Musicの全サービスでポッドキャストが聴けるようになった。
2021年6月9日、Amazon Music HDが追加料金無しで利用可能となった。
2021年10月19日、空間オーディオ（ドルビーアトモス・360 Reality Audio）のストリーミングが追加機器なしでヘッドホンでも利用可能になった。
2022年4月5日、Amazon Music Unlimitedが5月5日から値上げされることが発表され、ワンデバイスプランの月額料金が380円から480円に、プライム会員向け個人プランの月額料金が780円から880円に、プライム会員向け個人プランの年額プランが7,800円から8,800円に改定された。なお、プライム会員でない個人プランや学生プラン、ファミリープランの料金変更はアナウンスされていない。

## プラン
日本国内では、6つのプランで展開されている。
|                       | Amazonプライム           | Amazon Music Unlimited                                                                    | Amazon Music Unlimited                                                                    | Amazon Music Unlimited    | Amazon Music Unlimited                    | Amazon Music Free |
| Amazon Prime Music    | 個人プラン               | ファミリープラン                                                                          | 学生プラン                                                                                | ワンデバイスプラン        |                                           | Amazon Music Free |
| --------------------- | ------------------------ | ----------------------------------------------------------------------------------------- | ----------------------------------------------------------------------------------------- | ------------------------- | ----------------------------------------- | ----------------- |
| 月額 （プライム会員） | 500円 （0円）            | 980円 （880円）                                                                           | 1,480円                                                                                   | 480円                     | 480円                                     | 0円               |
| 楽曲数                | SD（通常音源）：200万曲  | SD（通常音源）：9,000万曲 HD（ロスレス音源）：7,500万曲 Ultra HD（ハイレゾ音源）：700万曲 | SD（通常音源）：9,000万曲 HD（ロスレス音源）：7,500万曲 Ultra HD（ハイレゾ音源）：700万曲 | SD（通常音源）：9,000万曲 | SD（通常音源）：9,000万曲                 | 未公表            |
| 広告                  | なし                     | なし                                                                                      | なし                                                                                      | なし                      | なし                                      | あり              |
| ダウンロード          | 可能                     | 可能                                                                                      | 可能                                                                                      | 可能                      | 不可                                      | 不可              |
| ストリーミング数      | 一度に1台                | 一度に1台                                                                                 | 一度に6台                                                                                 | 一度に1台                 | 一度に1台                                 | 一度に1台         |
| 備考                  | Amazonプライムの会員特典 | HDまたはUltra HD、空間オーディオ（ドルビーアトモス・360 Reality Audio）で聴取可能         | 個人プランの機能に加え、最大6名利用可能                                                   | 学生限定                  | 一台のEcho端末またはFire TVでのみ再生可能 | スキップ制限有り  |

## カタログ利用性
立ち上げ時にはアマゾンは「18万人以上のアーティストからの200万以上の曲と、EMIやユニバーサル・ミュージック・グループを含む2万以上のレーベル」を米国の顧客限定で販売していた 。2007年の12月、ワーナー・ミュージックがAmazon MP3のカタログに提供すると発表し 、2008年1月にはソニーBMGが後に続いた 。現在のカタログは2910万曲である。

Amazon Musicの利用可能地域

2008年1月、アマゾンはAmazon MP3を国際展開する計画を発表した 。アマゾンはユーザーのクレジットカードの発行国をチェックすることで国際的なアクセスを制限していた。最初の国際版は2008年12月3日に開設されたイギリス版である。ドイツ、フランス、日本、イタリア、スペイン版のストアがそれ以降開設された。
デジタル購入に加えて、アマゾンミュージックはストリーミングサービスも提供していた。音楽カタログの一部の曲が無制限ストリーミングができるサービス、「プライム・ミュージック」を2014年の中旬以降数か国のアマゾン・プライム会員が利用できるようになった カタログの全曲がストリーミングできるサービス「ミュージック・アンリミテッド」は2016年下旬以降に追加または単独での購読で利用できるようになった。

## サポートプラットフォーム
アマゾンMP3のカタログはAmazon.comのウェブサイトからアーティストやタイトル名を検索することでアクセス可能であり、購入した曲をダウンロードするためにアマゾンはアマゾンクラウドプレイヤーかアマゾンMP3ダウンローダーを提供しており、単一曲を購入する場合それらの利用は任意であるが、アルバム購入の際は利用が必要になる。ダウンローダーはWindows（XP, Vista, or 7）、Mac OS X 10.4かそれ以上、Linux（Ubuntu, Debian, FedoraとopenSUSEに提供）であるがLinuxのバージョンは最近の発表に準拠するように継続的にアップデートされておらず、64bitアーキテクチャーでは利用できなくなっている。2008年3月、2009年12月以降、各々が無料の代替ダウンローダーの「clamz」と「pymazon」がリナックス向けに存在した 。現在、アマゾンはダウンローダーのリナックスサポートを取りやめており、リナックスユーザーにはmp3ファイルを別々にダウンロードするよう強いている 。代替ダウンローダーはユーザーエージェントパッチがなければ最早動作しなくなっており、またパッチを適用した後wineで動くfirefoxには.amzファイルのダウンロードが要求された。
特定のフォルダーに購入した音楽を保存し、再生でき、ユーザーが任意で楽曲のダウンロード後に自動的に曲をWindows Media Player（Windowsのみ）かiTunes（WindowsとMac OS Xのみ）のライブラリーに追加することができる。
Amazon MP3アプリもBlackBerryで利用可能になり、 Android OS向けにもHTC DreamとMotorola Droidスマートフォンにプリロードされていた。アプリケーションは携帯ユーザーにWi-Fi接続時に個別の曲とアルバムをダウンロードできるようにする 。WebOSに基づいたパームの携帯電話にもAmazon Mp3アプリがプリロードされていた ユーザーはWi-Fiか携帯回線で曲をダウンロードできた。Amazon MP3アプリは携帯電話のルート化しなければ削除することができず、Root権限を取ってしまうと保証が無くなる 
Mac OSとWindows向けのメディア管理アプリ「doubleTwist」もAmazon MP3ストアに統合され、ユーザーが検索や、購入及びMP3を直接非Appleのデバイスと同期させることができるようになった。

## パートナーシップ
2008年2月1日、ペプシはアマゾンMP3と提携しペプシスタッフプロモーションを導入した 。顧客は40億本のペプシドリンクで提供されていたペプシポイントをワーナー、EMI及びソニーBMG（ユニバーサルは含まれていない）のMP3ダウンロード曲と交換できた。
ロックスター・ゲームの2008年の作品「グランドセフトオート4」はアマゾンMP3に繋げる。ゲームのプレイヤーはロックスター・ソーシャルクラブにのウェブサイトにゲーム外のEメールを受け取るために登録することができる。EメールにはアマゾンMP３からの目立つ楽曲を購入するためのリンクが含まれている。
Myspaceは2008年9月以降マイスペースの音楽機能の一部としてアマゾンMP3の音楽を販売した。

## 評価
Amazon MP3への最初の反応は概して肯定的だった。 アップルの非公式ウェブログは、発売時のiTunes Plusの曲よりも安いことや特にDRMフリーであることを賞賛したが、レビュワーはAmazonのウェブサイトよりもiTunesのユーザーエクスペリエンスが優れていると考えた。 GigaOMのオム・マリックもDRMフリーと高いビットレートを賞賛したが、アルバムをダウンロードするために別のアプリケーションをインストールする必要があることを嫌った。 全体的に、レビュワーは「...私はiTunes上で「購入」ボタンを押す前に誰もがAmazonストアを閲覧することが理にかなっていると思う」と述べた。

2007年にWired Newsの 「Listening Post」ブログのエリオット・ヴァン・バスカークにがAmazon MP3が個人的に識別可能な情報を持つウォーターマーケティング（透かし）を埋め込んでいるかどうかを調査した。 ヴァン・バスカークはAmazonの広報担当者の発言を引用して「Amazonは透かしを適用していない。楽曲のファイルは一般にレーベルから提供されているが、一部のレーベルは楽曲を販売した小売業者を特定するために透かしを使用している（楽曲には顧客を識別する情報は含まれない ）」とした。この調査では、Amazon MP3で購入したことを示すためにトラックに透かしを入れることができるが、特定の顧客が特定のMP3ファイルを購入したことを示すデータはなかったと結論付けた。 この所見は当時のAmazonの方針を反映していた。

## 透かし
しかし、2011年までにポリシーが変更され、明示的にラベル付けされたトラックには、他にも一意の識別子を含む「レコード会社の必須メタデータ」が埋め込まれている。
（ユニバーサル・ミュージック・グループ）の購入された各MP3曲のメタデータに埋め込まれているのは、Amazonがユーザーの注文に割り当てる乱数、Amazonの店舗名、購入日時、アルバムと曲（UPCとISRC）を識別するコード、Amazonの デジタル署名、およびオーディオが変更されたかどうかを判断するために使用される識別子を含む。 さらに、AmazonはAmazon.comアカウントに関連付けられた電子メールアドレスの最初の部分を挿入する。

トライアル会員の一時的なプロモーション期間中にダウンロードされた音楽は、メンバーシップが継続されないとアクセスがブロックされる。

## Amazon Cloud Player
Amazon Cloud Playerはデジタル音楽ストアと統合されており、ユーザーはWebブラウザ、モバイルアプリ、デスクトップアプリケーション、Sonos、および特定のスマートTVなどの他のプラットフォームから音楽を保存し、再生することができる。
Amazon Cloudアカウントには無料の5GBの空き容量がある。 ただし、Amazon MP3ストアで購入した音楽は、ストレージの上限にはカウントされない。 音楽がAmazon Cloud Playerに保存されると、Amazon Musicアプリケーションを使用してAndroidまたはiOSデバイスのいずれかにダウンロードするか、Amazon MP3 Downloaderを使用してコンピュータにダウンロードするかを選択できる。
Amazon Cloud Playerには、ユーザーがiTunesライブラリまたはWindows Media PlayerライブラリをAmazon Cloud DriveにアップロードできるAdobe AIRアプリケーションであるAmazon MP3アップローダが付属している。
Amazon Cloud Playerでは、10台のデバイス（コンピュータ、ブラウザ、モバイルなど）の認証が可能。 顧客は、Webインターフェイスを介して古いデバイスの認証を解除することができる。

もともとAmazon Cloud Driveにバンドルされていたのは、Cloud Playerと呼ばれる音楽ストリーミングアプリケーションだった。ユーザーはインターネットに接続している任意のコンピュータやAndroidデバイスからCloud driveに保存された音楽を再生できた。
PC用のAmazon Cloud Playerは、2013年5月にWebブラウザ以外で音楽を再生するためのダウンロード可能なWindowsアプリケーションとしてローンチされた。 Amazon Cloud PlayerのOS X版は2013年10月にリリースされた。
2015年12月8日、Amazon Prime MusicはDenon®Electronics HEOSのDenonワイヤレスサウンドシステムで利用できるようになり、音楽やエンターテインメント愛好家のための新しいストリーミングアウトレットが追加された。
2016年10月12日、Amazon Music Unlimitedが米国でリリースされた。 Music Unlimitedは、無制限のフルカタログのストリーミングサービスで、毎年または毎月の定期登録が可能。 それはAmazon Primeアカウントに加えて請求され、Amazon Prime会員でなくても利用可能。 その後、2016年11月14日に英国、ドイツ、オーストリアのユーザーにサービスが拡大した。

### 評価
Amazonがレコードレーベルの承認を得ずにサービスを開始したことから、Cloud Playerに関する多くの解説は合法性に焦点を当てている。 Amazonの公式声明では「クラウドプレイヤーは、顧客が自分の音楽を管理し、再生できるアプリケーションであり、既存のメディア管理アプリケーションと同様でありクラウドプレイヤーを利用可能にするライセンスは不要だ」と述べた。 テクノロジーWebサイト「Ars Technica」は、ユーザーが自分の音楽をアップロードして再生しているため、これは「一見論理的」であると指摘しました。これは、オリジナル購入でユーザーが取得したライセンスが、外付けハードドライブまたはデジタルオーディオプレーヤーに曲を転送して再生するのと同様にCloud Playerにも適用される。 Techdirtは、クラウドプレイヤーは「すでに音楽ファイルを持っている人々が保存しインターネットからストリーミングできるようにしているだけだ。なぜ彼らが持っている音楽を聴かせるために追加のライセンスが必要なのだろうか？」とコメントしている。
レコードレーベルはアマゾンクラウドプレイヤーの立ち上げに衝撃を受け、このような種類のサービスにはライセンスが必要だと主張した。
知的財産権弁護士のデニス・ハウウェルは「クラウドストレージの合法性と既に購入されたアイテムへのリモートアクセスは直感的に理解できる」と述べているが、レコードレーベルの反応とオンライン音楽サービスに対する法的措置の実績を考えると、 問題を解決するために「決定的かつ厳しい司法の判決」を得ることになる可能性があると警告した。